# Liste de records du monde féminins du 1 000 mètres en patinage de vitesse sur piste courte
Cette page contient l'historique des records du monde féminins du 1 000 m en patinage de vitesse sur piste courte tels qu'ils sont reconnus par l'Union internationale de patinage.
| Nom               | Temps          | Date             | Lieu           |
| ----------------- | -------------- | ---------------- | -------------- |
| Miyoshi Kato      | 1 min 46 s 29  | 29 mars 1981     | La Haye        |
| Maryse Perreault  | 1 min 44 s 68  | 3 avril 1982     | Moncton        |
| Sylvie Daigle     | 1 min 43 s 66  | 10 avril 1983    | Tokyo          |
| Hiromi Takeuchi   | 1 min 43 s 58  | 17 mars 1985     | Amsterdam      |
| Nathalie Lambert  | 1 min 43 s 58  | 17 mars 1985     | Amsterdam      |
| Maryse Perreault  | 1 min 41 s 80  | 6 avril 1986     | Chamonix       |
| Monique Velzeboer | 1 min 39 s 24  | 16 janvier 1988  | Budapest       |
| Li Yan            | 1 min 39 s 00  | 25 février 1988  | Calgary        |
| Kim Yan-hee       | 1 min 38 s 93  | 17 novembre 1991 | Albertville    |
| Chun Lee-kyung    | 1 min 37 s 19  | 26 mars 1993     | Pékin          |
| Nathalie Lambert  | 1 min 34 s 070 | 7 novembre 1993  | Hamar          |
| Chun Lee-kyung    | 1 min 32 s 340 | 18 octobre 1996  | Lake Placid    |
| Yang Yang (A)     | 1 min 31 s 991 | 21 février 1998  | Nagano         |
| Yang Yang (A)     | 1 min 31 s 871 | 20 octobre 2001  | Calgary        |
| Yang Yang (A)     | 1 min 31 s 191 | 3 février 2002   | Calgary        |
| Byun Chun-sa      | 1 min 30 s 483 | 12 janvier 2003  | Budapest       |
| Wang Meng         | 1 min 30 s 172 | 2 octobre 2005   | Hangzhou       |
| Jin Sun-yu        | 1 min 30 s 037 | 13 novembre 2005 | Bormio         |
| Wang Meng         | 1 min 29 s 495 | 15 mars 2008     | Harbin         |
| Zhou Yang         | 1 min 29 s 049 | 26 février 2010  | Vancouver      |
| Valérie Maltais   | 1 min 27 s 653 | 19 octobre 2012  | Calgary        |
| Shim Suk-hee      | 1 min 26 s 661 | 21 octobre 2012  | Calgary        |
| Suzanne Schulting | 1 min 26 s 514 | 11 février 2022  | Pékin          |
| Suzanne Schulting | 1 min 25 s 958 | 4 novembre 2022  | Salt Lake City |